# 喀爾巴阡魯塞尼亞

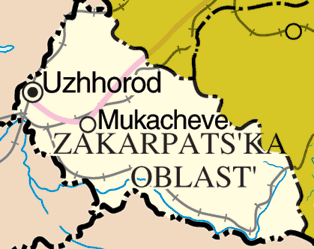
現今烏克蘭外喀爾巴阡州涵蓋喀爾巴阡魯西尼亞的大部分地區

喀尔巴阡鲁塞尼亚（羅馬化：Zakarpattia）是位於中歐的一個歷史地區。喀尔巴阡鲁塞尼亚在中世紀長期由哈布斯堡王朝統治，一直至第一次世界大戰前，仍為匈牙利王國的領地。奧匈帝國在戰後解體之餘，喀尔巴阡鲁塞尼亚成為捷克斯洛伐克最東方的國土。二戰前夕，匈牙利王國強佔了喀尔巴阡鲁塞尼亞，而戰後則由蘇聯併入烏克蘭蘇維埃社會主義共和國，直到蘇聯解体。現在喀尔巴阡鲁塞尼亚的大部分地區屬烏克蘭外喀爾巴阡州管轄。
这是一个种族多样的地区，居住的大多数人都认为自己是乌克兰人、卢森尼亚人、兰科人、博伊科人、胡楚尔人、匈牙利人、罗马尼亚人、斯洛伐克人和波兰人。它也有一些犹太和罗姆少数民族的小社区。在第二次世界大战之前，更多的犹太人生活在该地区，1930年占其总人口的13%以上。最常用的语言有卢森尼亚语、乌克兰语、匈牙利语、罗马尼亚语、斯洛伐克语和波兰语。

## 地名学
喀尔巴阡-鲁塞尼亚这个名字有时用于乌克兰、斯洛伐克和波兰的毗邻跨境地区，居住着鲁塞尼亚人。当地的鲁塞尼亚人以不同的方式自我认同：有些人认为自己是乌克兰人；有些人认为自己是俄罗斯人；一些人认为自己是一个独立的、独特的斯拉夫-卢森尼亚人群体。为了描述他们的家乡，大多数卢森尼亚人使用Zakarpattia（跨喀尔巴阡山脉）一词。这与Prykarpattia（Ciscarpathia；“近喀尔巴阡山脉”）形成了隐含的对比，Prykarpatia是乌克兰的一个非官方地区，位于喀尔巴阡山脉中部地区的东北部，可能包括其山麓、亚喀尔巴阡盆地和部分周围平原。
从匈牙利人（在一定程度上是斯洛伐克人和捷克人）的角度来看，该地区通常被描述为下喀尔巴阡（字面意思是“喀尔巴阡山之下”），尽管从技术上讲，这个名字只指山脉北侧的一个狭长盆地。
在该地区由匈牙利各省管理期间，它在匈牙利语中被正式称为Kárpátalja（字面意思是“喀尔巴阡人的基地”）或中世纪上匈牙利的东北部地区，16世纪哈布斯堡君主国和奥斯曼帝国对其进行争夺。
该地区的罗马尼亚语名称为马拉穆雷什，地理位置位于该地区的东部和东南部。
在20世纪上半叶捷克斯洛伐克统治期间，该地区曾一度被称为Rusinsko（鲁塞尼亚）或Karpatske Rusinsko，后来被称为下喀尔巴阡鲁斯（捷克语和斯洛伐克语：Podkarpatská Rus）或下喀尔巴阡乌克兰（捷克语/斯洛伐克语：Podkarpatská Ukrajina），从1928年起被称为下喀尔巴阡鲁塞尼亚地（捷克语：Země podkarpatoruská，斯洛伐克语：Krajina podkarpatoruská）。
第二次世界大战前捷克斯洛伐克使用的替代性非官方名称包括下喀尔巴阡（捷克语和斯洛伐克语：Podkarpatsko）、外喀尔巴阡（捷克语和斯洛伐克语：Zakarpatsko）、外喀尔巴阡乌克兰（捷克语和斯洛伐克语：Zakarpatská Ukrajena）、喀尔巴阡鲁斯/鲁塞尼亚（捷克语和斯洛伐克语：Karpatská Rus），偶尔还使用匈牙利鲁斯/鲁塞尼亚（捷克语：Uherská Rus；斯洛伐克语：Uhorská Rus）。
1939年3月15日，该地区宣布独立为喀尔巴阡乌克兰，但同一天被匈牙利占领并吞并，并一直处于匈牙利的控制之下，直到第二次世界大战结束。在此期间，该地区继续拥有一个特别行政机构，当地使用了Kárpátalja一词。
1944年至1946年，该地区被苏联军队占领，是一个独立的政治组织，被称为外喀尔巴阡乌克兰或下喀尔巴阡鲁塞尼亚。在此期间，该地区拥有某种形式的准自治权，拥有自己的立法机构，同时仍由外喀尔巴阡乌克兰共产党统治。在捷克斯洛伐克和苏联签署条约以及地区理事会决定后，外喀尔巴阡加入了乌克兰苏维埃社会主义共和国，成为外喀尔巴阡州。
该地区后来被称为外喀尔巴阡（乌克兰语：Закарпаби）或Transcarpathia，有时被称为喀尔巴阡鲁斯（乌克兰语：Карпатська Русь，罗马化：Karpatska Rus）、下喀尔巴阡鲁斯（乌克兰语：Підкарпатська Русь，罗马化：Pidkarpatska Rus）。

## 地理

喀尔巴阡鲁塞尼亚地区地形图

喀尔巴阡鲁塞尼亚位于喀尔巴阡山脉东部的南坡，东部和南部与蒂萨河接壤，西部与霍尔纳德河和波普拉德河接壤。该地区与波兰、斯洛伐克、匈牙利和罗马尼亚接壤，构成潘诺尼亚平原的一部分。
该地区主要是农村地区，基础设施欠发达。景观大多是山地；它在地理上与乌克兰、斯洛伐克和罗马尼亚隔着山脉，与匈牙利隔着蒂萨河。这两个主要城市是乌日霍罗德和穆卡切沃，这两个城市的人口都在10万左右。其他五个城市（包括胡斯特和别列戈沃）的人口在10000至30000之间。其他城市和农村人口都不足10000人。

## 历史

### 史前文化
在公元前两千年青铜时代晚期，该地区以斯坦诺夫文化为特征。然而，在公元前6至3世纪，随着来自南方的色雷斯人带着库什塔诺维齐亚文化的到来，它才获得了更先进的金属加工技能。公元前5至3世纪，凯尔特人从西方来到这里，带来了炼铁技术和拉坦诺文化。色雷斯-凯尔特人的共生关系在该地区存在了一段时间，之后出现了巴斯塔奈人。当时，讲伊朗语的斯基泰人和后来的萨马提亚人部落伊阿居格人都出现在该地区。原始斯拉夫人的定居始于公元前2世纪至公元2世纪，在移民时期，匈人、格皮德人（4世纪）和潘诺尼亚阿瓦尔人（6世纪）穿越了该地区。

### 斯拉夫人定居
到8世纪和9世纪，喀尔巴阡山脉北坡和南坡的山谷“密集”地由斯拉夫族的白克罗地亚人部落定居，他们与居住在外喀尔巴阡、沃伦、外涅斯特里亚和聂伯乌克兰的东斯拉夫人部落关系密切。尽管一些白克罗地亚人留在喀尔巴阡-鲁塞尼亚，但其他人在7世纪向南迁移到巴尔干半岛。那些留下来的人在10世纪末被基辅罗斯征服。

### 马扎尔人到来
896年，马扎尔人穿越喀尔巴阡山脉，迁移到潘诺尼亚盆地。《往年纪事》写道，马扎尔部落在前往潘诺尼亚的途中不得不与弗拉赫人作战，并在斯拉夫人中定居。拉博雷克亲王在马扎尔人和基辅军队的努力下失势。根据《匈牙利人事迹》（Gesta Hungarrum）的说法，10世纪初，马扎尔人在阿尔帕尔平原击败了由萨兰领导的保加利亚和拜占庭联合军队，后者统治着最终被马扎尔人征服的领土。在十世纪和十一世纪的大部分时间里，该领土仍然是匈牙利王国南部和基辅罗斯北部加利奇公国之间的边界。
来自北部（加利西亚）和东部的斯拉夫人-实际上是从波多利亚经特兰西瓦尼亚山口抵达的-继续在喀尔巴阡山脉边境的不同地区以少量定居，马扎尔人和其他中世纪作家称之为Marchia Ruthenorum-罗斯行军。这些来自东北部的新移民，如已经生活在喀尔巴阡-鲁塞尼亚的斯拉夫人，在11世纪被称为“罗斯人”或“卢森尼亚人”。当地斯拉夫贵族经常与南部的匈牙利贵族通婚。罗斯蒂斯拉夫王子是一位无法继续其家族对基辅统治的鲁塞尼亚贵族，从1243年到1261年，他为其岳父匈牙利贝拉四世（Bela IV）管理了一项跨喀尔巴阡山脉的大协议。领土的民族多样性随着约40000名库曼定居者的涌入而增加，他们在12世纪被弗拉基米尔二世击败，1238年最终被蒙古人击败后来到潘诺尼亚盆地。
在匈牙利统治初期，该地区的一部分被纳入杰普边境地区，而另一部分则由县政府管辖，并被纳入乌日、博尔索瓦和萨特马尔县。后来，县行政系统扩展到整个外喀尔巴阡山，该地区被划分为乌日、贝雷格、乌戈察和马劳莫罗斯县。13世纪末14世纪初，在匈牙利王国中央政权崩溃期间，该地区是半独立的寡头阿马迪乌斯·阿巴和尼古拉斯·波克领地的一部分。1280年至1320年，喀尔巴阡-鲁塞尼亚西北部是加利西亚-沃里尼亚王国的一部分。
在12世纪至15世纪之间，该地区可能被弗拉赫人（罗马尼亚）高地人的东正教团体以及随之而来的鲁塞尼亚人殖民。最初，罗马尼亚人被编入马拉穆雷什省，1402年正式并入匈牙利。所有的群体，包括当地的斯拉夫人，融合在一起，创造了一种来自主要讲鲁塞尼亚语地区的独特文化。随着时间的推移，由于地理和政治上与讲鲁塞尼亚语的主要领土隔绝，居民们形成了鲜明的特征。

### 匈牙利和特兰西瓦尼亚的一部分

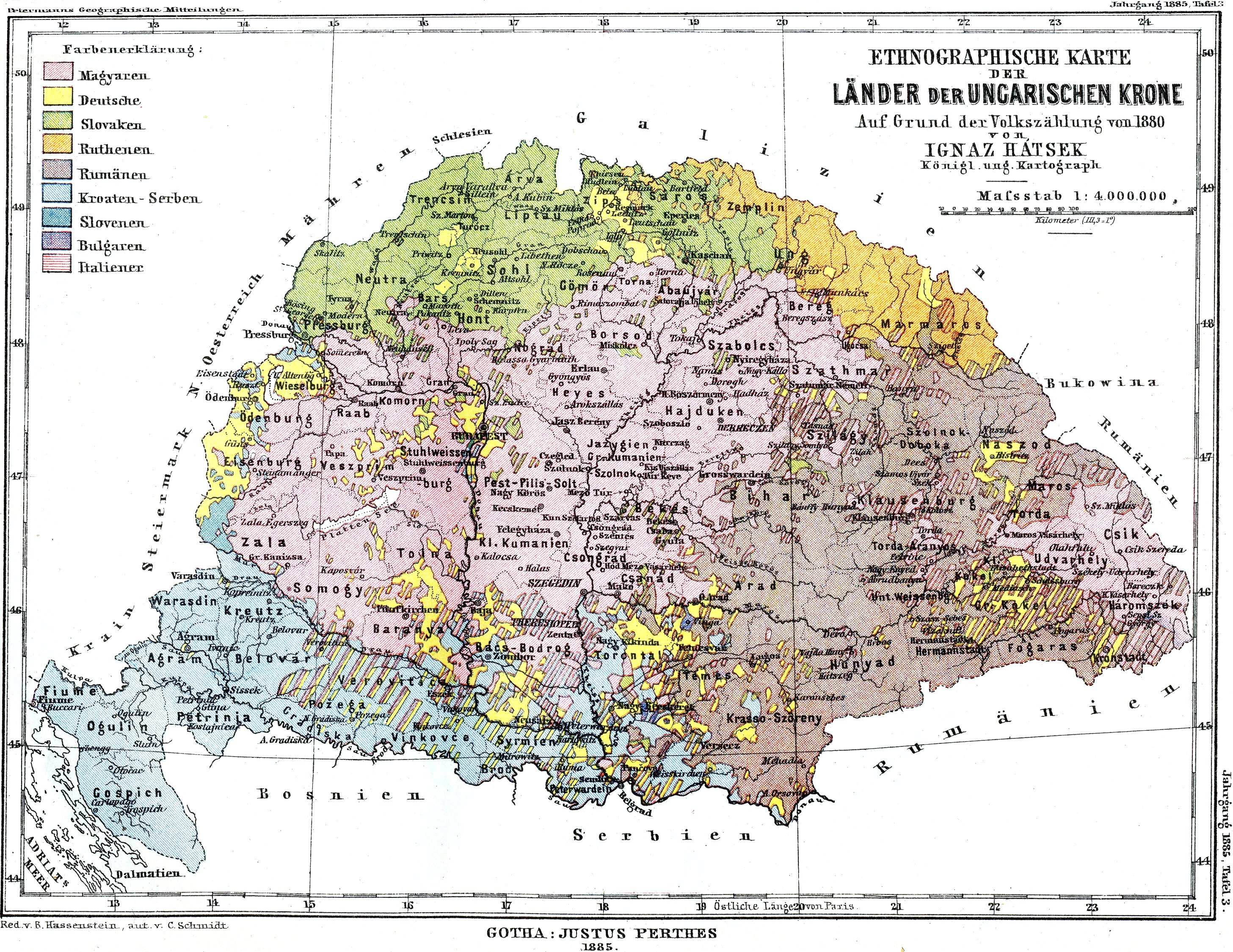
匈牙利王国民族志地图，鲁塞尼亚人（黄色）位于东北

1526年，该地区被匈牙利哈布斯堡王国和东匈牙利王国瓜分。从1570年开始，后者转变为特兰西瓦尼亚公国，该公国很快落入奥斯曼帝国的宗主权之下。哈布斯堡管理下的外喀尔巴阡部分被纳入上匈牙利总督府，上匈牙利总督是匈牙利哈布斯堡王国的行政单位之一。在这一时期，鲁塞尼亚文化认同的一个重要因素——宗教，走到了最前沿。布雷斯特-利托夫斯克（1595年）和乌日霍罗德（1646年）的联合会成立，使喀尔巴阡山和外喀尔巴阡罗斯的拜占庭东正教会被罗马管辖，从而建立了所谓的东仪天主教会、鲁塞尼亚希腊礼天主教会和乌克兰希腊礼天主教会的“联合会”。
在17世纪（直到1648年），整个地区都是特兰西瓦尼亚公国的一部分，在1682年至1685年间，其西北部由奥斯曼帝国的附庸国上匈牙利管理，而东南部仍由特兰西瓦尼亚管理。从1699年起，整个地区最终成为哈布斯堡君主国的一部分，被匈牙利王国和特兰西瓦尼亚公国瓜分。后来，整个地区被并入匈牙利王国。1850年至1860年间，哈布斯堡王朝匈牙利分为五个军区，该地区是喀绍（Kaschau，现在的科希策）军区的一部分。

### 圣史蒂芬王冠领
1867年后，该地区在行政上被纳入圣史蒂芬王冠领或奥匈帝国的匈牙利部分。
在19世纪和20世纪，许多民族主义团体争相与许多不同的民族统一或结盟，所有人都认为，为了安全起见，罗斯人民最好与该国联合，或者留在匈牙利。这些群体中的许多人利用了该地区的种族构成，如伦科-博伊科-胡楚尔模式，试图证明罗斯人的斯拉夫性质，从而为与俄罗斯（或后来的乌克兰国家）的联盟辩护，声称罗斯人是斯拉夫文化领域的一部分。这些罗斯人或鲁塞尼亚人会一直争论这一点，直到20世纪初才采取行动。
1910年，外喀尔巴阡的人口为605,942人，其中330,010人（54.5%）说鲁塞尼亚语，185,433人（30.6%）说匈牙利语，64,257人（10.6%）说德语，11,668人（1.9%）说罗马尼亚语，6,346人（1%）说斯洛伐克语或捷克语，8,228人（1.4%）说其他语言。

### 过渡时期（1918-1919年）

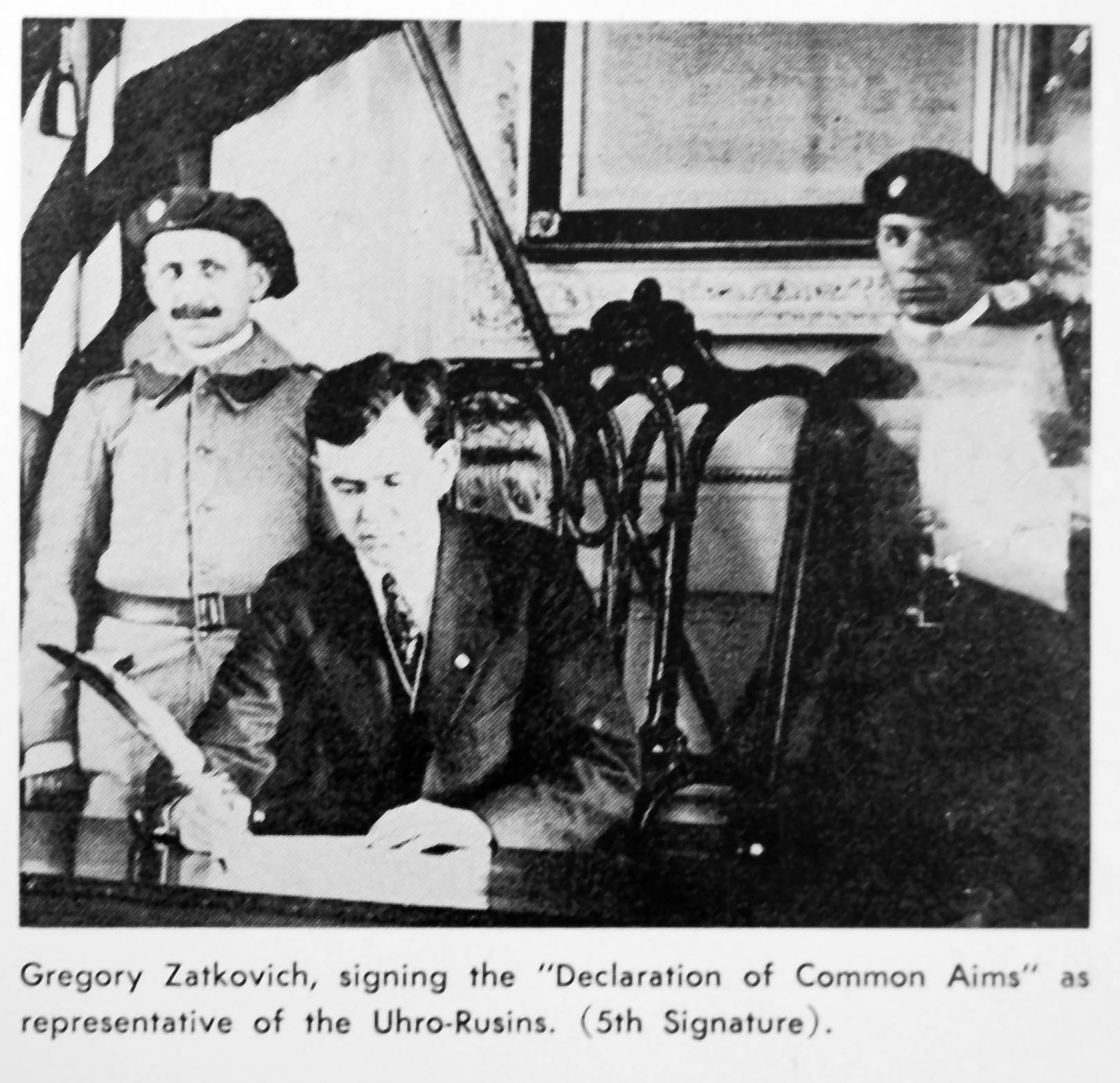
格雷戈里·扎特科维奇于1918年10月26日在费城独立厅签署《共同目标宣言》。

第一次世界大战后，奥匈帝国解体，该地区曾短暂（1918年和1919年）被宣布为独立的西乌克兰人民共和国的一部分。然而，在这一时期的大部分时间里，该地区由新成立的独立的匈牙利民主共和国控制，西乌克兰控制的时间很短。
1918年11月8日，在鲁塞尼亚西部召开了第一届全国委员会（卢博夫纳委员会，后更名为普雷绍夫委员会）。作为许多委员会中的第一个，它只是表示其成员希望脱离新成立的匈牙利国家，但没有具体说明具体的替代方案，只是说它必须涉及自决权。
其他委员会，如1918年11月在胡斯特举行的喀尔巴阡·鲁塞尼亚国民委员会，呼吁与西乌克兰人民共和国统一。直到1919年1月初，鲁塞尼亚才首次出现与捷克斯洛伐克结盟的呼声。
在整个11月和接下来的几个月里，委员会每隔几周举行一次会议，呼吁采取各种解决方案。一些人希望留在匈牙利民主共和国，但拥有更大的自治权；其中最著名的是乌日霍罗德委员会（1918年11月9日），它宣布自己是卢森尼亚人民的代表，并开始与匈牙利当局进行谈判。这些谈判最终导致匈牙利政府于1918年12月21日通过了第10号法律，从而从东部四个县（马劳莫罗什县、乌戈查县、贝雷格县、乌日县）的卢森尼亚居住区建立了同名的鲁塞尼亚地（Rus'ka Krajina）。
1919年2月5日，鲁塞尼亚地临时政府成立。“鲁塞尼亚拉达”（或鲁塞尼亚委员会）由来自四个组成县的42名代表组成，由主席奥雷斯特·萨波夫和副主席奥古斯丁·施特凡领导。下个月，即3月4日，举行了由36名代表组成的正式议会选举。选举后，新议会要求匈牙利政府确定自治区的边界，但该边界尚未明确；在没有既定领土的情况下，议员们认为这种议会是无用的。
1919年3月21日，匈牙利民主共和国被匈牙利苏维埃共和国取代，随后宣布成立“鲁塞尼亚地苏维埃”。1919年4月6日和7日，匈牙利新政府组织的人民苏维埃（委员会）选举导致鲁塞尼亚地有两个委员会：原始议会和新当选的苏维埃。随后，两个委员会的代表决定加入，组成了鲁塞尼亚地的“管理委员会”。
在此之前，1918年7月，美国的鲁塞尼亚移民召开会议，呼吁完全独立。如果做不到这一点，他们将试图与加利西亚和布科维纳统一；如果做不到这一点，他们将要求自治，尽管他们没有具体说明加入哪个国家。他们联系了美国政府，被告知唯一可行的选择是与捷克斯洛伐克统一。他们的领导人格雷戈里·扎特科维奇随后与捷克斯洛伐克总统托马斯·马萨里克签署了《费城协议》，保证鲁塞尼亚在1918年10月25日与捷克斯洛伐克统一后享有自治权。1918年11月，美国鲁塞尼亚教区举行了公民投票，67%的人赞成。另有28%的人投票支持与乌克兰结盟，加入加利西亚、匈牙利和俄罗斯各不到1%。不到2%的人希望完全独立。
1919年4月，捷克斯洛伐克军队与从东部抵达的罗马尼亚皇家军队协同行动，在法国的主持下进入该地区，建立了对地面的控制。在一系列战斗中，他们击败并粉碎了新成立的匈牙利苏维埃共和国的当地民兵，该共和国创建了斯洛伐克苏维埃共和国，其宣称的目标是“团结匈牙利、鲁塞尼亚和犹太劳动者反对同一民族的剥削者”。共产主义同情者指责捷克斯洛伐克人和罗马尼亚人犯下暴行，如公开绞刑和用棍棒打死受伤的囚犯。这场战斗阻止了苏俄援助的到来，匈牙利共产党人对此的希望是徒劳的；布尔什维克也忙于自己的内战，无法提供帮助。
1919年5月，扎特科维奇领导下的中央国民委员会在美国召开会议，一致投票接受喀尔巴阡鲁塞尼亚加入捷克斯洛伐克。1919年5月8日，在鲁塞尼亚，举行了一次由所有前委员会代表组成的大会，宣布“俄罗斯中央国民委员会……完全支持美国乌赫罗-鲁辛委员会在完全民族自治的基础上与捷克-斯洛伐克民族团结的决定。”请注意，俄罗斯中央国民委员会是鲁塞尼亚中央国民委员会的一个分支，代表了奥地利加利西亚存在的亲俄运动的喀尔巴阡分支。
匈牙利左翼作家贝劳·伊列什声称，这次会议只不过是一场闹剧，警察将各种“知名人士”从家中带走，组成了一个没有任何民主进程的“国民议会”，并有效地下令支持并入捷克斯洛伐克。他进一步声称，克列孟梭亲自指示法国将军“不惜一切代价”将该地区并入捷克斯洛伐克，以建立一个将苏维埃乌克兰与匈牙利隔开的缓冲区，作为法国反共“防疫线”政策的一部分，并且是法国人而不是捷克斯洛伐克人做出了有效的决定。

### 并入捷克斯洛伐克（1920-1938年）
《圣日耳曼条约》（1919年9月10日）第53条授予喀尔巴阡山鲁塞尼亚自治权，后来捷克斯洛伐克宪法在一定程度上支持了这一点。然而，布拉格剥夺了一些权利，声称这一过程是渐进的，从而为其行动辩护；鲁塞尼亚人在国家领域的代表性低于预期。喀尔巴阡鲁塞尼亚包括前匈牙利领土乌日县、贝雷格县、乌戈察县和马劳莫罗什县。
巴黎和会后，外喀尔巴阡成为捷克斯洛伐克的一部分。这是否在以农民为主的人群中广受欢迎，还有待商榷；然而，很明显，对鲁塞尼亚人来说，最重要的不是他们将加入哪个国家，而是他们将在其中获得自治权。在经历了马扎尔化之后，很少有喀尔巴阡鲁塞尼亚人渴望留在匈牙利统治之下，他们希望确保自决权根据1920年捷克斯洛伐克宪法，匈牙利王国的前地区鲁塞尼亚地（Ruszka-Krajna）正式更名为喀尔巴阡鲁塞尼亚（Podkarpatská Rus）。
1920年，该地区被用作在波苏战争中作战的反苏波兰人直接向北运送武器和弹药的管道，而当地共产党人破坏了火车并试图帮助苏联方面。战争期间和之后，东加利西亚的许多反对波兰和苏联统治的乌克兰民族主义者逃往喀尔巴阡-鲁塞尼亚。
格雷戈里·扎特科维奇于1920年4月20日被马萨里克总统任命为该省省长，近一年后，即1921年4月17日辞职，返回美国宾夕法尼亚州匹兹堡的律师事务所。他辞职的原因是对斯洛伐克边界的不满。他的任期是一个历史上的异常现象，因为他是唯一一位担任后来成为苏联一部分的省份省长的美国公民。

### 下喀尔巴阡鲁塞尼亚省（1928-1939年）

下喀尔巴阡鲁塞尼亚省（1920-1938年）

1928年，捷克斯洛伐克被划分为四个省：波希米亚、摩拉维亚-西里西亚、斯洛伐克和下喀尔巴阡鲁塞尼亚。该地区的主要城镇，直到1938年都是乌日霍罗德。它的面积为12,097平方公里（4,671平方英里），1921年的人口估计为592,044人。
1918年至1938年期间，捷克斯洛伐克政府试图将70%的人口是文盲、没有工业、只有牧民生活方式的下喀尔巴阡鲁塞尼亚省提高到捷克斯洛伐克其他地区的水平。数千名捷克教师、警察、职员和商人前往该地区。捷克斯洛伐克政府修建了数千公里的铁路、公路、机场以及数百所学校和住宅楼。
卢森尼亚人决定加入捷克斯洛伐克新国家，这一决定与影响这些程序的其他事件同时发生。在巴黎和会上，其他几个国家（包括匈牙利、乌克兰和俄罗斯）声称对喀尔巴阡鲁塞尼亚拥有主权。然而，除了选择捷克斯洛伐克，联盟几乎别无选择。匈牙利输掉了战争，因此放弃了索赔要求；乌克兰被认为在政治上不可行；俄罗斯正处于内战之中。因此，卢森尼亚认决定成为捷克斯洛伐克一部分的唯一重要性在于，至少在最初，在喀尔巴阡鲁塞尼亚和捷克斯洛伐克的领导人之间建立良好的关系。与波兰和罗马尼亚不同，乌克兰语在战间期在捷克斯洛伐克没有受到积极迫害。1937年，在下喀尔巴阡鲁塞尼亚举行的公民投票中，73%的当地父母投票反对为孩子提供乌克兰语教育。

### 喀尔巴阡乌克兰（1938-1939年）

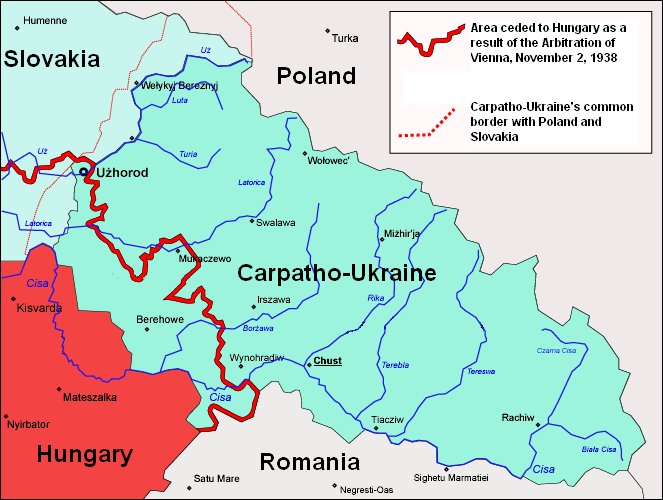
1939年的喀尔巴阡乌克兰

1938年11月，根据《慕尼黑协定》的第一次维也纳仲裁，捷克斯洛伐克将喀尔巴阡鲁塞尼亚南部割让给匈牙利。下喀尔巴阡鲁塞尼亚的其他部分获得了自治权，安德烈·布罗迪担任自治政府总理。在当地政治危机后政府辞职后，奥古斯丁·沃洛申成为新政府的总理。1938年12月，下喀尔巴阡鲁塞尼亚更名为喀尔巴阡乌克兰。
1939年3月14日斯洛伐克宣布独立，3月15日纳粹占领捷克土地后，喀尔巴阡乌克兰宣布独立，成立喀尔巴阡-乌克兰共和国，奥古斯丁·沃罗申担任国家元首，并立即被匈牙利占领和吞并，暂时恢复了前乌日县、贝雷格县和部分马劳莫罗什县。

### 下喀尔巴阡省政府（1939-1945年）

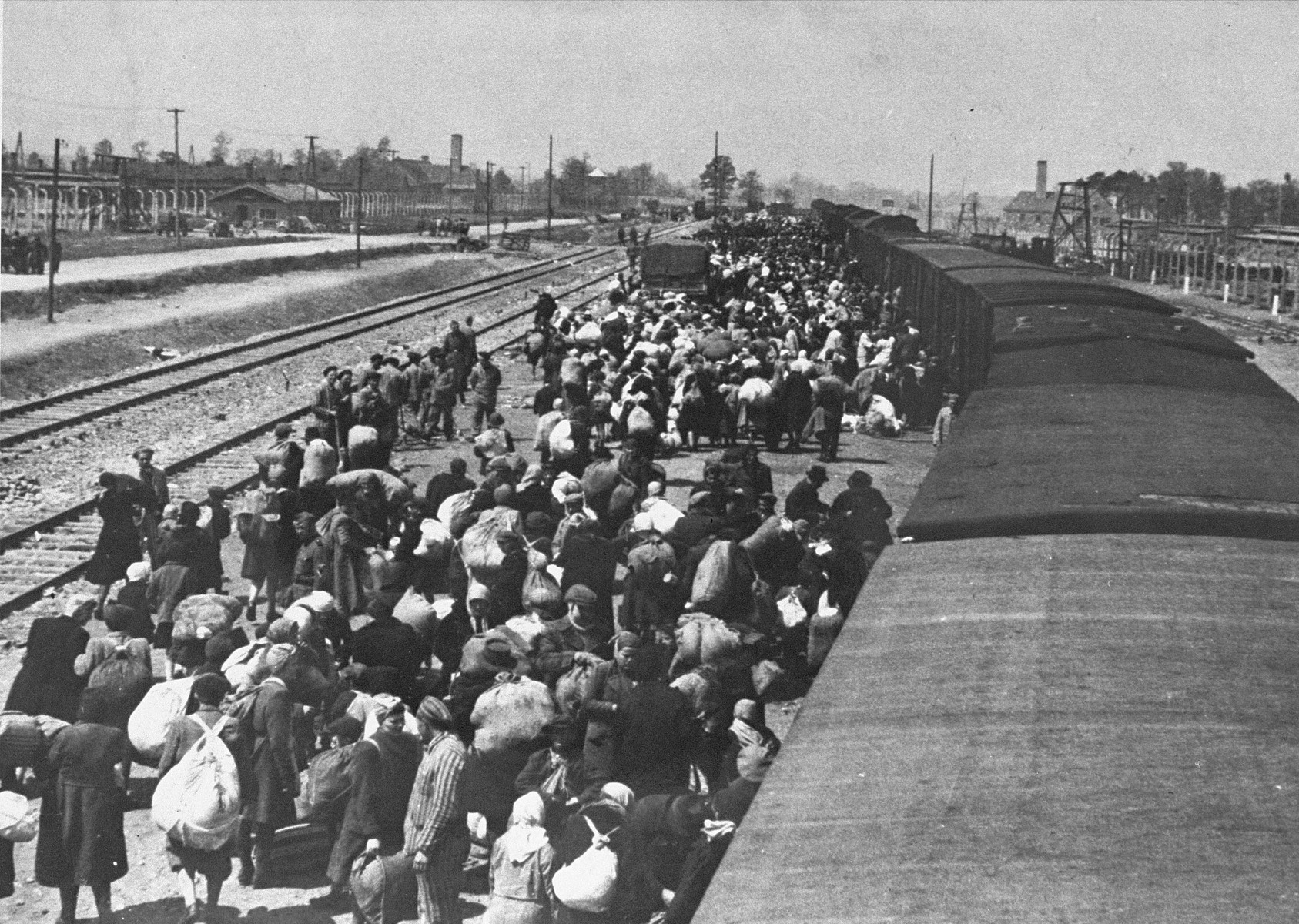
1944年5月，喀尔巴阡鲁塞尼亚的犹太人被抵达奥斯维辛集中营，大部分人在抵达后迅速被屠杀

1939年3月23日，匈牙利吞并了与斯洛伐克有争议的领土，这些领土与前喀尔巴阡鲁塞尼亚西部接壤。匈牙利入侵之后，发生了几周的恐怖事件，27,000多人在没有经过审判和调查的情况下被枪杀。超过75,000名乌克兰人决定在苏联寻求庇护；其中近6万人死于古拉格集中营。其他人加入了捷克斯洛伐克流亡政府军队中残存的捷克部队。
在清理喀尔巴阡-乌克兰之后，在被吞并的领土上设立了下喀尔巴阡省，并将其分为三个行政分支机构，分别为乌日（匈牙利语：Ungi közigazgatási kirendeltség）、贝雷格（匈牙利语∶Beregi közigatásikirendeltsg）和马劳莫罗什（匈牙利语:Máramarosi közigadz gatásickirendeltzég），分别由乌日瓦尔（乌日霍罗德）、蒙卡奇（穆卡切沃）和胡斯特管辖，官方语言为匈牙利语和卢森尼亚语。
回忆录和历史研究提供了大量证据，表明在十九世纪和二十世纪初，卢森尼亚人与犹太人的关系总体上是和平的。1939年，人口普查记录显示，有8万犹太人居住在鲁塞尼亚自治省。犹太人约占战前人口的14%；然而，这些人口集中在较大的城镇，尤其是穆卡切沃，他们占战前人口的43%。德国占领匈牙利（1944年3月19日）后，匈牙利政府的亲纳粹政策导致讲匈牙利语的犹太人移民和驱逐出境，居住在该地区的其他群体因战争而大量死亡。大屠杀期间，喀尔巴阡-鲁塞尼亚的城市建立了17个主要隔都，所有犹太人都被带到奥斯威辛集中营进行屠杀。鲁塞尼亚隔都于1944年5月建立，并于1944年6月清理完毕。外喀尔巴阡的大多数犹太人被杀，只有一些人幸存下来，也许是因为他们被邻居藏起来，或者是被迫进入劳动营，而劳动营往往保证食物和住所。
战争的结束对该地区的匈牙利族人口产生了重大影响：在苏联军队到来之前，有10,000人逃离。留下的许多成年男子（25,000人）被驱逐到苏联；其中约30%死于苏联劳改营。由于1938年以来的这一发展，外喀尔巴阡地区的匈牙利人和匈牙利语人口在当时的各种人口普查和估计中记录不同：1930年的人口普查记录了116,548名匈牙利人，而1941年有争议的匈牙利人口普查显示，该地区有多达233,840名匈牙利语使用者。随后的估计显示，1946年有66,000名匈牙利人，1950年有139,700人，而1959年的苏联人口普查记录了146,247名匈牙利人。

### 向苏联接管过渡（1944-1945年）

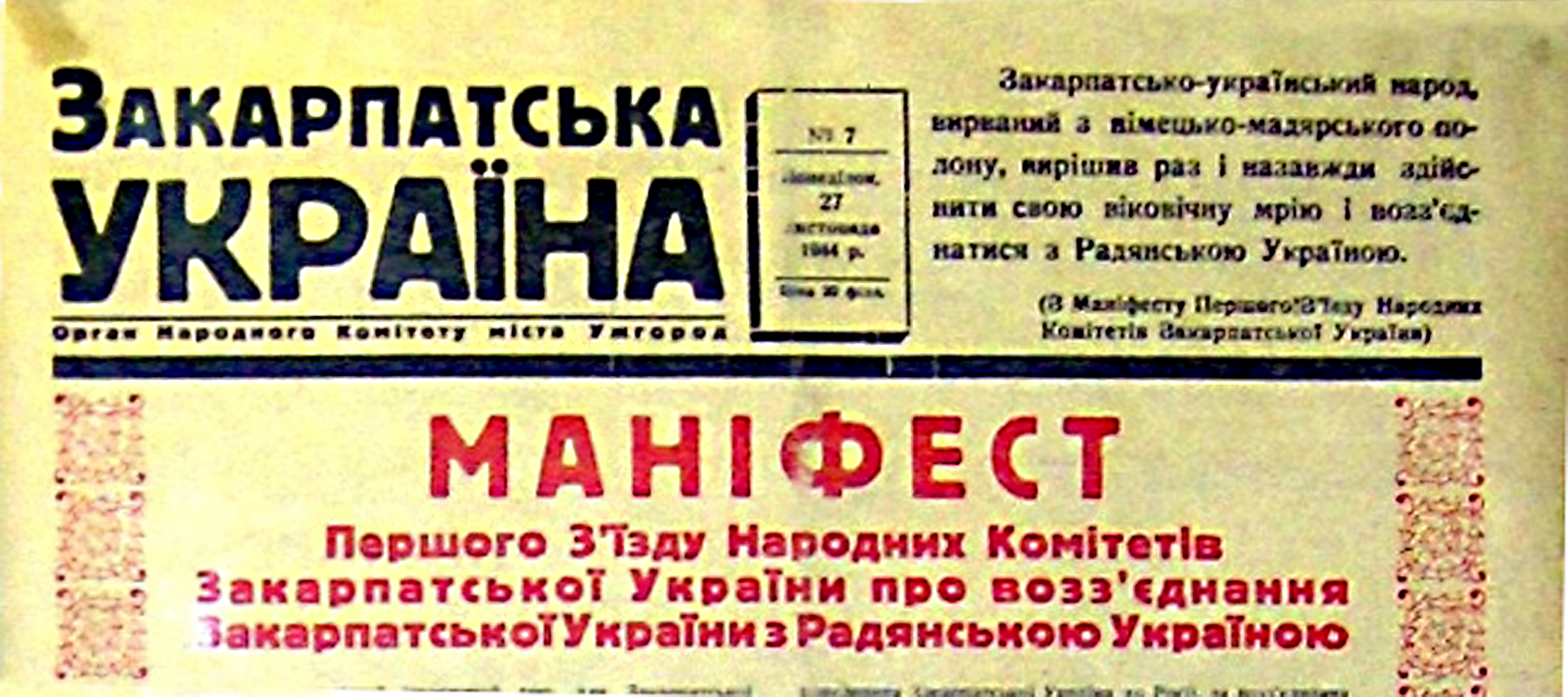
1944年的乌克兰外喀尔巴阡报纸，上面显示外喀尔巴阡与乌克兰苏维埃共和国合并

苏联接管该地区始于1944年秋季的东喀尔巴阡战略攻势。这次进攻由两部分组成：杜克拉山口战役，旨在支持斯洛伐克民族起义；乌日哥罗德战役，突破匈牙利大平原，包围特兰西瓦尼亚的德国军队。1944年10月28日，攻势结束后，工农红军（RKKA）占领了下喀尔巴阡鲁塞尼亚的大部分地区。
根据1944年5月8日苏联和捷克斯洛伐克政府之间的条约，由部长弗兰蒂谢克·内梅茨率领的捷克斯洛伐克政府代表团抵达胡斯特，建立捷克斯洛伐克临时政府。根据苏联-捷克斯洛伐克条约，双方同意，一旦捷克斯洛伐克的任何解放领土不再是红军的作战区，这些土地将移交给捷克斯洛伐克国家完全控制。然而，几周后，红军和内务人民委员部开始阻挠捷克斯洛伐克代表团的工作。胡斯特和伦敦流亡政府中心之间的通信受到阻碍，捷克斯洛伐克官员被迫使用地下电台。
1944年11月14日，地下电台“弗拉迪斯拉夫”从胡斯特向伦敦发送了以下信息：“红军正在征服一切。我们正在要求提供信息，无论是否与政府讨论。我们的情况很危急。一场公开的运动正在进行中，旨在将下喀尔巴阡乌克兰与苏联统一起来。强制招募红军。人们没有受过教育。等待你们的建议。我们迫切需要政府的指示。”
1944年11月5日，鉴于苏联的统治，乌日哥罗德市议会引入了莫斯科时间（比欧洲中部时间早2小时）。根据玛格达莱纳·拉夫林科瓦的说法，这被许多人视为极权主义即将到来的标志。
1944年11月，在穆卡切沃，当地共产党组织的代表举行了一次会议，他们成立了一个组织委员会，呼吁召开党代会。1944年11月19日，在穆卡切沃会议上，外喀尔巴阡乌克兰共产党成立。会议还决定将喀尔巴阡-鲁塞尼亚与乌克兰苏维埃社会主义共和国统一起来，加强人民委员会作为革命权力机关的作用，并组织对红军的帮助。会议还选举了中央委员会和第一书记伊万·图尔亚尼察，并同意于1944年11月26日举行人民委员会代表大会。
在红军的保护下，穆卡切沃成立了“外喀尔巴阡乌克兰国家委员会”。11月26日，由伊万·图尔亚尼察（Ivan Turyanitsa，一名从捷克斯洛伐克军队叛逃的卢森尼亚人）领导的这个委员会宣布乌克兰人民脱离捷克斯洛伐克并加入苏维埃乌克兰的意愿。经过两个月的冲突和谈判，捷克斯洛伐克政府代表团于1945年2月1日离开胡斯特，将喀尔巴阡乌克兰置于苏联控制之下。

### 外喀尔巴阡乌克兰-苏联（1945-1991年）
1945年6月29日，捷克斯洛伐克与苏联签署条约，正式割让该地区。1945年至1947年间，新的苏联当局加强了新的边界，并于1947年7月宣布外喀尔巴阡山为“最高级别的禁区”，在连接该地区和乌克兰本土的山口上设有检查站。
1944年12月，外喀尔巴阡乌克兰全国委员会在乌日霍罗德设立了一个特别人民法庭，审判并谴责所有与前政权勾结的人，包括匈牙利和喀尔巴阡-乌克兰。法院被允许判处10年强迫劳动或死刑。1946年5月，包括安德烈·布罗迪和什特凡·芬奇克在内的几名鲁塞尼亚领导人被谴责并处决。奥古斯丁·沃罗申也死于狱中。镇压的程度向许多喀尔巴阡-鲁塞尼亚活动者表明，与即将到来的苏联政权达成和解是不可能的，就像与之前的所有政权一样。
1946年，东加利西亚的希腊礼天主教会遭到破坏后，苏联当局也推动外喀尔巴阡的希腊礼天主教教区恢复为东正教，包括在1947年11月1日策划了一场导致顽固主教特奥多雷·罗姆扎死亡的事故。1949年1月，希腊礼天主教穆卡切沃教区被宣布为非法；其余的牧师和修女被逮捕，教堂财产被国有化并分租给公众使用，或借给该地区唯一被接受的宗教权威——俄罗斯东正教会（莫斯科牧首）。
文化机构也被禁止，包括亲俄的杜赫诺维奇协会、亲乌的普罗斯维塔和下喀尔巴阡学术协会。新的书籍和出版物已经发行，其中包括《真理报》（130,000册）。乌日霍罗德国立大学于1945年开放，到1967年，共有816多部电影上映。乌克兰语是该地区学校的第一语言，其次是俄语，后者在学术界使用。大多数新一代人对卢森尼亚语有被动的了解，但对当地传统文化一无所知。十九世纪的卢森尼亚知识分子被贴上了“反动阶级成员和梵蒂冈蒙昧主义工具”的标签。卢森尼亚国歌和赞美诗被禁止公开表演。作为乌克兰文化的当地变体，喀尔巴阡卢森尼亚的民间文化和歌曲作为外喀尔巴阡地区文化的一部分得到了推广。
1924年，共产国际宣布捷克斯洛伐克的所有东斯拉夫居民（卢森尼亚人、喀尔巴阡-俄罗斯人、卢斯纳克人）都是乌克兰人。从1946年的人口普查开始，所有卢森尼亚人都被记录为乌克兰人；任何固守旧标签的人都被视为分裂主义者和潜在的反革命分子。
1945年2月，国民议会从大地主手中没收了53,000公顷土地，并将其重新分配给54000户农户（占人口的37%）。土地集体化始于1946年；在1948-49年的抗议活动中，约有2,000名农民被捕，并被送往古拉格集中营强迫劳动。集体化，包括牧羊人的集体化，于1950年5月完成。1955年至1965年，中央规划决定将外喀尔巴阡山脉变成“果园和葡萄园之地”，种植了98,000公顷，但收效甚微。由于气候原因，种植茶叶和柑橘的尝试也失败了。20年后，在戈尔巴乔夫1985-87年的反酒精运动中，大多数葡萄树被连根拔起。
苏联时期也意味着外喀尔巴阡工业化的升级。国有木材厂、化工厂和食品加工厂扩建，其中穆卡切沃的烟草厂和索洛特维诺的盐厂是最大的，为该地区的居民提供了稳定的就业机会，而不仅仅依靠传统的自给农业。虽然通往匈牙利农田或美国工厂的传统劳动力迁移路线现在已经关闭，但喀尔巴阡山脉的鲁塞尼亚人和罗马尼亚人现在可以在俄罗斯北部和东部从事季节性工作。
当地居民人口在苏联时期稳步增长，从1946年的77.6万人增长到1989年的120多万人。乌日霍罗德的人口增长了五倍，从26,000人增加到117,000人，穆卡切沃的人口也从26,600人增加到84,000人。这一人口增长也反映了人口结构的变化。红军的到来意味着5,100名马扎尔人和2,500名德国人的离开，而1.5-2万名大屠杀的犹太幸存者也决定在边境被封锁之前离开。到1945年，约有3万匈牙利人和德国人被拘留并送往乌克兰东部和西伯利亚的劳改营；1955年大赦期间，约有5,000人没有回来。1946年1月，又有2,000名德国人被驱逐出境。同时，大量乌克兰人和俄罗斯人搬到了外喀尔巴阡，他们在工业、军事或民政部门找到了工作。到1989年，约有17万乌克兰人（主要来自附近的加利西亚）和4.9万俄罗斯人居住在外喀尔巴阡，主要居住在乌日霍罗德和穆卡切沃等主要城镇的新住宅区，那里的主导语言很快从匈牙利语和意第绪语转向俄语。由于他们与说卢森尼亚语和匈牙利语的乡村脱节，他们一直被视为新来者（novoprybuli）。

### 乌克兰独立以后（1991年-）
1991年7月，乌克兰苏维埃社会主义共和国通过了一项关于公民投票的法律，该法律一直持续到2012年。莫斯科八一九事件后不久，1991年8月24日，乌克兰苏维埃社会主义共和国最高拉达（乌克兰议会）宣布独立，并禁止共和国内的共产党活动。在这些事件发生后的几天里，当地的党管干部一直处于混乱之中。当地的乌克兰人民运动（Rukh）和其他活跃人士正在整个州（地区）组织抗议活动。乌日霍罗德市地方议会将列宁广场更名为人民广场。1991年8月30日，在乌日霍罗德的一次抗议活动中，列宁纪念碑被移走。其他定居点的列宁纪念碑也被拆除；然而，这一决定并没有得到普遍接受，在某些情况下还面临阻力。在佳奇夫，一个也决定拆除纪念碑的市政当局面临着当地罗姆族“列宁支持者”的抵制，他们与人民运动活动家发生冲突。由于莫斯科政变组织者（GKChP）外喀尔巴阡地区委员会的支持，当地的“民主力量”要求议会宣布解散。这些“民主力量”包括乌日霍罗德市议会议员、地区议会“民主纲领”代表、乌克兰民族（人民）运动、乌克兰共和党、乌克兰民主党、外喀尔巴阡匈牙利文化联合会（KMKSZ）、舍甫琴科乌克兰语协会和普罗斯维塔（启蒙）地区分会。
由于该地区的局势，1991年8月26日，地区议会副主席尤里·沃罗贝茨签署了一项命令，于8月30日举行委员会特别会议，但8月29日，委员会负责人米哈伊洛·沃洛什丘克（前外喀尔巴阡地区共产党委员会第一书记）以另一项命令推迟了会议。1991年8月28日，外喀尔巴阡民主青年联盟（Zakarpattia Democratic League of Youth League）支持召开特别会议的要求，该联盟以前是乌克兰共青团（LKSMU）的一部分。为了缓解压力，沃洛什丘克批准了一个临时副委员会的组成，负责检查政变期间官员的活动，该委员会由17名成员组成，其中大部分是最近解散的共产党和两个人民运动成员（米哈伊洛·季沃达尔和柳博夫·卡拉万斯卡）。与此同时，沃洛什丘克正在紧急为其他党员寻求其他管理职位，这些党员因最近的清算而失去工作。与此同时，地区ispolkom（执行委员会）突然注册了208个宗教社区，并将83座教堂建筑的财产所有权转让给他们。
外喀尔巴阡政府决定押注分离主义行动。1991年8月27日，穆卡切沃市议会决定要求外喀尔巴阡地区议会通过一项关于宣布该地区为“乌克兰外喀尔巴阡自治领地”的决定。两天后，穆卡切沃区议会决定要求地区议会向最高拉达（乌克兰议会）请愿，以“授予外喀尔巴阡自治共和国地位”。后一项决定得到了贝雷霍维区议会，乌日霍罗德市议会和斯瓦尔亚瓦区议会的支持。1991年9月1日，在穆卡切沃，喀尔巴阡-卢森尼亚协会组织了一队纠察队，高喊反乌克兰口号和指责“卢森尼亚的强力乌克兰化”。在会议上通过了要求自治的声明，并就此问题进行了区域公投。1991年9月15日，KMKSZ提出了同样的要求。这些卢森尼亚人质疑1945年外喀尔巴阡与乌克兰苏维埃社会主义共和国统一的合法性。
到1991年9月底在外喀尔巴阡州形成了两个对立的政治阵营。一个亲乌克兰的阵营团结在乌克兰民族运动周围，还包括 URP、DemPU、绿党、舍甫琴科乌克兰语协会、Prosvita、Memorial等区域分支机构。该阵营还得到了乌日霍罗德国立大学的学生，乌日霍罗德市议会的几名成员，希腊礼天主教穆卡切沃教区以及地区议会中的一小群代表的支持。亲乌克兰阵营正在寻求重新选举地区议会。另一个阵营由地区党管干部（和前共产党人）的同情者组成，他们得到了喀尔巴阡-卢森尼亚协会的支持，后来KMKSZ（外喀尔巴阡匈牙利文化协会）加入了这个阵营。后一个阵营还得到了俄罗斯东正教外喀尔巴阡教区、希腊礼天主教穆卡切沃教区的选定成员以及地区议会大多数成员的支持。该阵营旨在阻止地区议会的重新选举并获得该地区的自治地位。

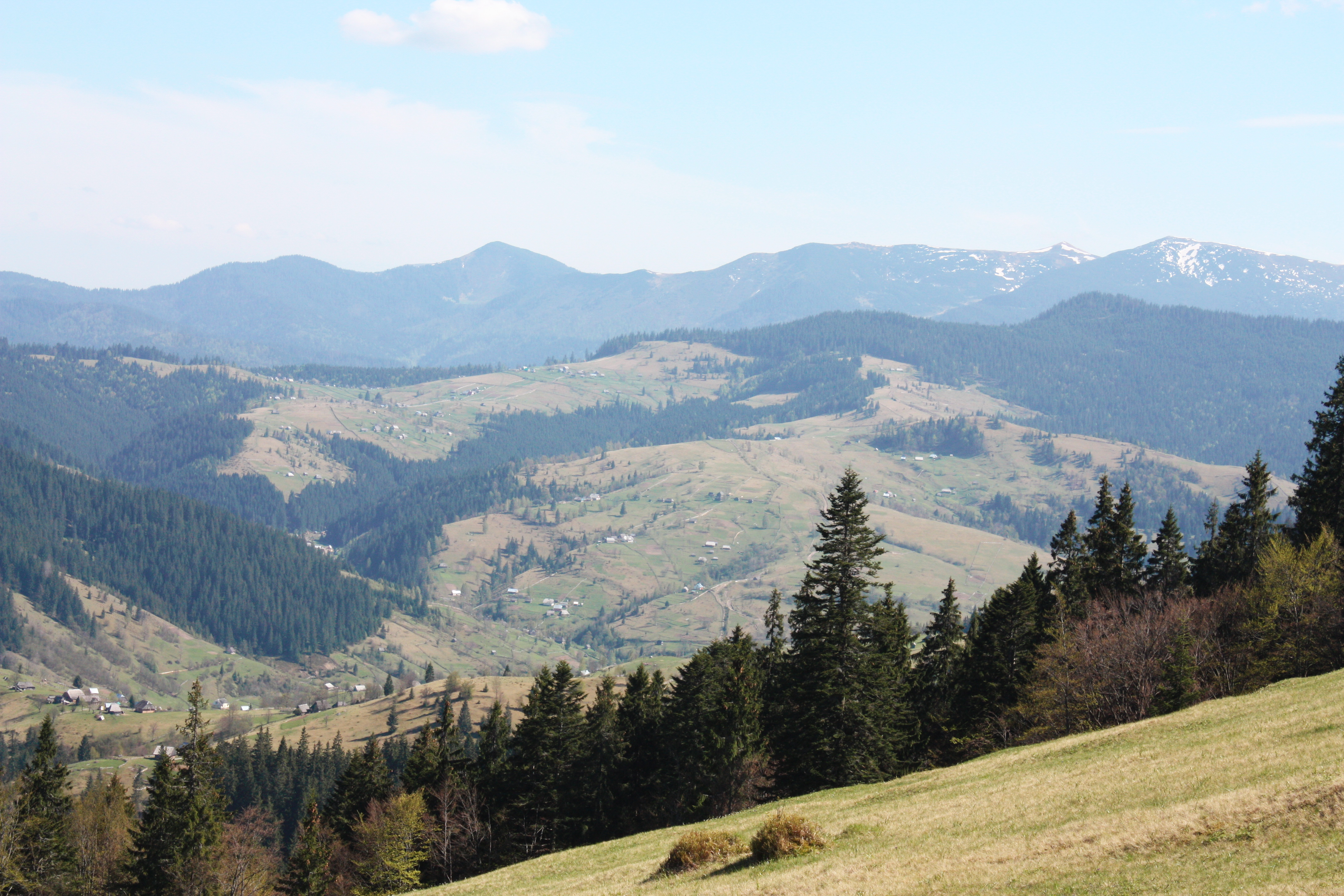
2014年的喀尔巴阡鲁塞尼亚

1991年9月27日，终于宣布地区议会特别会议的召开。该议会的领导层计划在同一天结束工作，但会议一直持续到1991年10月31日，外喀尔巴阡州的政治生活中心已迁至地区议会和议会大楼前的人民广场。
1991年12月，外喀尔巴阡成为独立的乌克兰的一部分。外喀尔巴阡州92.59%的选民支持《乌克兰独立宣言》。同一天，外喀尔巴阡州也举行了地区公投。78%的选民投票支持乌克兰境内的自治，但未获批准。

## 人口

### 民族组成
| 统计时间 | 鲁塞尼亚人、乌克兰人和卢森尼亚人  | 捷克斯洛伐克人             | 德意志人 | 匈牙利人 | 犹太人     | 罗马尼亚人 | 其他族裔                    | 总人口    |
| -------- | --------------------------------- | -------------------------- | -------- | -------- | ---------- | ---------- | --------------------------- | --------- |
| 1880年   | 244,742                           | 8,611                      | 31,745   | 105,343  | 不列入统计 | 16,713     | 1,817                       | 408,971   |
| 1921年   | 372,884                           | 19,737                     | 10,460   | 102,144  | 80,059     | 列入其他   | 6,760                       | 592,044   |
| 1959年   | 686,464                           | 斯洛伐克人12,289 捷克人964 | 3,504    | 146,247  | 12,169     | 18,346     | 俄罗斯人29,599              | 920,173   |
| 1979年   | 898,606                           | 斯洛伐克人8,245 捷克人669  | 3,746    | 158,446  | 3,848      | 27,155     | 俄罗斯人41,713              | 1,155,759 |
| 2001年   | 乌克兰人（含卢森尼亚人）1,010,100 | 斯洛伐克人5,600            | 3,500    | 151,500  | 无数据     | 32,100     | 俄罗斯人31,000 罗姆人14,000 | 1,247,700 |

### 宗教
根据2015年的一项调查，外喀尔巴阡州68%的人口信奉东正教，而19%是鲁塞尼亚希腊礼天主教会的追随者，7%是罗马天主教徒。新教徒和非教会的普通基督徒分别占人口的1% 和3%。只有百分之一的人口不信奉任何宗教。
外喀尔巴阡州的东正教社区可以分成三种：
- 乌克兰正教会—基辅宗主教圣统 42%
- 乌克兰正教会—莫斯科宗主教圣统 33%
- 非教会派正教 25%

### 自我认同问题：乌克兰人还是卢森尼亚人

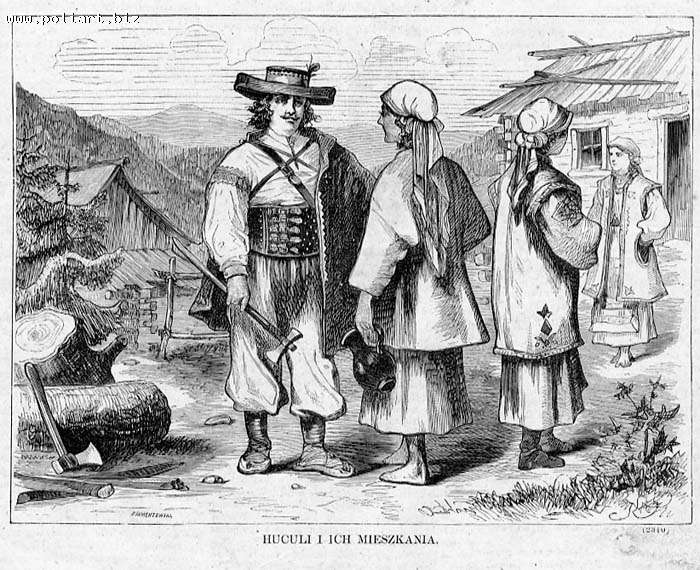
1872年反应喀尔巴阡山脉胡楚尔人生活的版画

喀尔巴阡鲁塞尼亚主要居住着自认为是乌克兰人的人，其中许多人可能称自己为卢森尼亚人、鲁斯纳克人或伦科人。卢森尼亚人居住的地方也横跨喀尔巴阡山脉的邻近地区，包括今天的波兰、斯洛伐克、匈牙利和罗马尼亚。鲁塞尼亚定居点也存在于巴尔干半岛。
在19世纪和20世纪上半叶，外喀尔巴阡地区的居民继续称自己为“鲁塞尼亚人”。苏联吞并后，在世纪之交取代乌克兰东部“鲁塞尼亚人”的民族名称“乌克兰人”也适用于外喀尔巴阡的鲁塞尼亚/卢森尼亚人。大多数现代居民认为自己是乌克兰人，尽管在最近的人口普查中，有10,100人（占外喀尔巴阡州126万人的0.8%）认为自己是卢森尼亚人。

### 匈牙利人

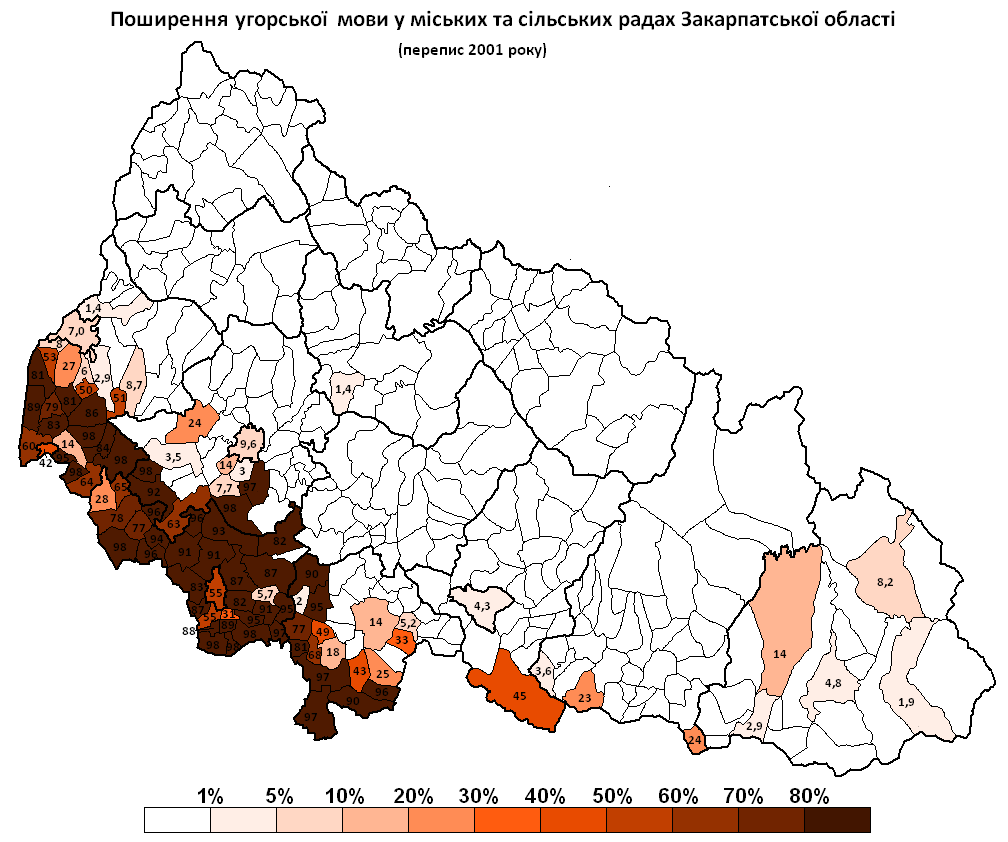
乌克兰外喀尔巴阡州匈牙利语母语使用人口比例图，主要位于西南部

1910年的奥匈帝国人口普查显示有185,433人讲匈牙利语，而1921年的捷克斯洛伐克人口普查显示有111,052名匈牙利人和80,132名犹太人，其中许多人说匈牙利语。这些人口普查中的数据差异主要反映了方法和定义的差异，并非表示该地区匈牙利人（马扎尔人）或讲匈牙利语的人口减少。根据1921年的人口普查，匈牙利人约占该地区总人口的17.9%。
第二次世界大战结束对该地区的匈牙利人口产生了重大影响：在苏联军队到来之前，有10,000人逃离。剩下的许多成年男子（25,000人）被驱逐到苏联；其中约30%死于苏联劳改营。由于1938年以来的这一发展，外喀尔巴阡的匈牙利人和匈牙利语人口在当时的各种人口普查和估计中记录不同：1930年的人口普查记录了116,548名匈牙利族人，而1941年有争议的匈牙利人口普查显示，该地区有多达233,840名匈牙利语使用者。随后的估计显示，1946年有66,000名匈牙利人，1950年有139,700人，而1959年的苏联人口普查记录有146,247名匈牙利人。
截至2004年，外喀尔巴阡地区约有17万（12-13%）居民以匈牙利语为母语。匈牙利本国人将在乌克兰的匈牙利人称为karpátaljaiak。

### 犹太人

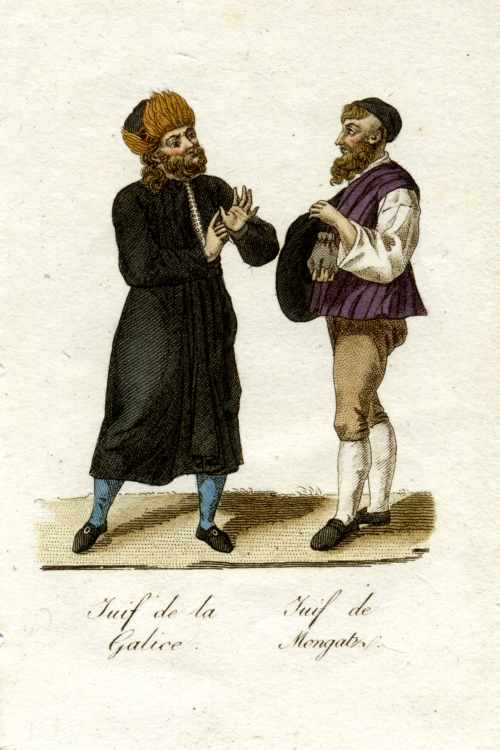
来自加利西亚的犹太人（左）和来自穆卡切沃的犹太人（右）

回忆录和历史研究提供了大量证据，表明在十九世纪和二十世纪初，卢森尼亚人与犹太人的关系总体上是和平的。1939年，人口普查记录显示，有8万犹太人居住在鲁塞尼亚自治省。犹太人约占战前人口的14%；然而，这些人口集中在较大的城镇，尤其是穆卡切沃，他们占战前犹太人口的43%。他们中的大多数人在大屠杀中丧生。

### 德意志人
请参阅喀尔巴阡德意志人，了解更多关于他们在16至18世纪定居的信息（主要是来自波希米亚、摩拉维亚和当今德国中部和东部领土的德意志人）。

### 捷克人
喀尔巴阡鲁塞尼亚的捷克人在民族文化上与斯洛伐克人等其他西斯拉夫群体不同，因为他们来自波希米亚和摩拉维亚的捷克语群体，而不是斯洛伐克。

### 罗姆人
今天的外喀尔巴阡大约有25,000名罗姆人。一些估计指出，这一数字高达5万人，但很难获得真实的数字，因为许多罗姆人拿不到自己和孩子的身份证件。此外，许多罗姆人在接受乌克兰当局采访时会声称自己是匈牙利人或罗马尼亚人。
他们是该地区迄今为止最贫穷、代表性最低的族裔群体，面临强烈的偏见。苏联解体后的几年对该地区的罗姆人并不友好，因为他们受到了前苏联各地人民面临的经济问题极其严重的打击。乌克兰西部的一些罗姆人住在乌日霍罗德和穆卡切沃等大城市，但大多数人住在城市郊区的贫民区。这些贫民区被称为“taberi”，最多可容纳300个家庭。这些营地往往相当原始，没有自来水或电力供应。

### 罗马尼亚人

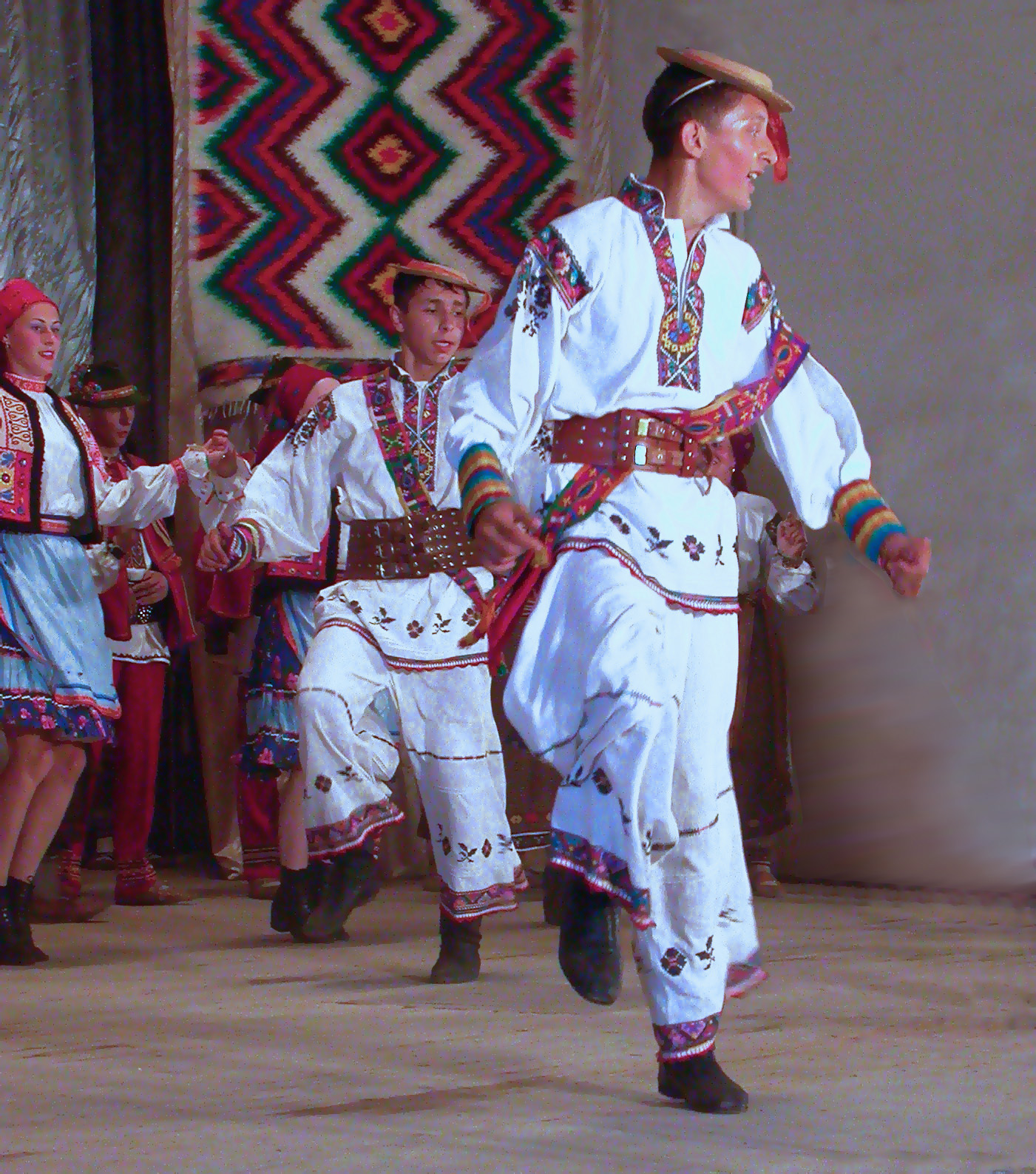
外喀尔巴阡罗马尼亚人的传统民族服饰

如今，约有3万罗马尼亚人居住在该地区，主要集中在马拉穆列什北部，在拉赫乌/拉希夫和特切乌马雷/蒂亚奇夫等南部城镇周围，靠近罗马尼亚边境。不过，喀尔巴阡鲁塞尼亚也有罗马尼亚人居住在马拉穆列什之外，主要在波罗什科沃村。他们在罗马尼亚语中通常被称为volohi，比起罗马尼亚更接近波兰和斯洛伐克。

### 希腊人
喀尔巴阡鲁塞尼亚有一些希腊人。他们也被称为喀尔巴阡-希腊人和希腊-喀尔巴阡人。

## 西方视角下的喀尔巴阡鲁塞尼亚
对于19世纪的西欧读者来说，鲁塞尼亚是“鲁里塔尼亚”的灵感来源，这是一个迷失在森林山脉中的乡村省份。鲁里塔尼亚被设想为一个中欧王国，是安东尼·霍普几部小说的背景，包括《曾达的囚徒》（1894）。
一个世纪后，维斯娜·戈尔兹沃西在《发明鲁里塔尼亚：想象的帝国主义》（1998）中，对西方对欧洲“狂野东方”的看法，特别是鲁塞尼亚和一些斯拉夫巴尔干地区的看法进行了理论化。她认为这些想法非常适用于外喀尔巴阡山脉，并描述了“一个无辜的过程：一个文化大国占领并开发一个地区的资源，同时在其思维图上强加新的边界，并创造出能够重塑现实的想法。”

## 备注
1. ↑  与加利西亚地区类似，喀尔巴阡鲁塞尼亚也有两个主要的自决运动（亲乌克兰和亲俄罗斯）